# Saint-Sauveur (Isèra)
Saint-Sauveur és un municipi francès situat al departament de la Isèra i a la regió d'Alvèrnia-Roine-Alps. L'any 2007 tenia 1.889 habitants.

## Demografia

### Població
El 2007 la població de fet de Saint-Sauveur era de 1.889 persones. Hi havia 585 famílies de les quals 120 eren unipersonals (54 homes vivint sols i 66 dones vivint soles), 191 parelles sense fills, 228 parelles amb fills i 46 famílies monoparentals amb fills.
La població ha evolucionat segons el següent gràfic:
Habitants censats

### Habitatges
El 2007 hi havia 662 habitatges, 592 eren l'habitatge principal de la família, 19 eren segones residències i 51 estaven desocupats. 595 eren cases i 55 eren apartaments. Dels 592 habitatges principals, 467 estaven ocupats pels seus propietaris, 110 estaven llogats i ocupats pels llogaters i 16 estaven cedits a títol gratuït; 4 tenien una cambra, 13 en tenien dues, 61 en tenien tres, 169 en tenien quatre i 344 en tenien cinc o més. 481 habitatges disposaven pel capbaix d'una plaça de pàrquing. A 216 habitatges hi havia un automòbil i a 336 n'hi havia dos o més.

### Piràmide de població
La piràmide de població per edats i sexe el 2009 era:
| Homes | Edats   | Dones |
| ----- | ------- | ----- |
| 4     | 95 o +  | 16    |
| 4     | 90 a 94 | 8     |
| 16    | 85 a 89 | 16    |
| 8     | 80 a 84 | 40    |
| 68    | 75 a 79 | 48    |
| 48    | 70 a 74 | 44    |
| 56    | 65 a 69 | 60    |
| 44    | 60 a 64 | 44    |
| 44    | 55 a 59 | 44    |
| 52    | 50 a 54 | 60    |
| 64    | 45 a 49 | 44    |
| 36    | 40 a 44 | 48    |
| 64    | 35 a 39 | 32    |
| 72    | 30 a 34 | 72    |
| 32    | 25 a 29 | 40    |
| 44    | 20 a 24 | 40    |
| 48    | 15 a 19 | 28    |
| 40    | 10 a 14 | 48    |
| 52    | 5 a 9   | 40    |
| 48    | 0 a 4   | 36    |

## Economia
El 2007 la població en edat de treballar era de 1.147 persones, 714 eren actives i 433 eren inactives. De les 714 persones actives 659 estaven ocupades (357 homes i 302 dones) i 55 estaven aturades (26 homes i 29 dones). De les 433 persones inactives 147 estaven jubilades, 90 estaven estudiant i 196 estaven classificades com a «altres inactius».

### Ingressos
El 2009 a Saint-Sauveur hi havia 604 unitats fiscals que integraven 1.616,5 persones, la mediana anual d'ingressos fiscals per persona era de 17.851 €.

### Activitats econòmiques
Dels 79 establiments que hi havia el 2007, 3 eren d'empreses extractives, 1 d'una empresa de fabricació de material elèctric, 12 d'empreses de fabricació d'altres productes industrials, 13 d'empreses de construcció, 23 d'empreses de comerç i reparació d'automòbils, 2 d'empreses de transport, 2 d'empreses d'hostatgeria i restauració, 1 d'una empresa d'informació i comunicació, 4 d'empreses financeres, 2 d'empreses immobiliàries, 9 d'empreses de serveis, 2 d'entitats de l'administració pública i 5 d'empreses classificades com a «altres activitats de serveis».
Dels 18 establiments de servei als particulars que hi havia el 2009, 1 era una funerària, 3 tallers de reparació d'automòbils i de material agrícola, 3 paletes, 3 guixaires pintors, 3 fusteries, 2 perruqueries, 2 restaurants i 1 saló de bellesa.
Dels 7 establiments comercials que hi havia el 2009, 1 era un hipermercat, 2 supermercats, 1 una gran superfície de material de bricolatge, 1 una botiga de roba, 1 una botiga d'electrodomèstics i 1 un drogueria.
L'any 2000 a Saint-Sauveur hi havia 29 explotacions agrícoles que ocupaven un total de 560 hectàrees.

## Equipaments sanitaris i escolars
L'únic equipament sanitari que hi havia el 2009 era una farmàcia.
El 2009 hi havia una escola elemental.

## Poblacions properes
El següent diagrama mostra les poblacions més properes.